# Кан, Джереми
Джереми Адам Кан (англ. Jeremy Adam Kahn; род. 26 октября 1969 в Нью-Йорке) — американский математик, Кан работает в области математики, специализируясь на геометрии Лобачевского, Римановой поверхности и голоморфной динамике.
Детство Кана прошло в Нью-Йорке. Джереми стал победителем Математической олимпиады Патнема в 1998. Он получил степень бакалавра наук в Гарвардском университете, затем степень доктора философии в университете Беркли в 1995 году под руководством Кёртиса Макмуллена сдал диссертацию на тему Голоморфной динамики. С 1995 по 1998 был доцентом в Калифорнийском технологическом институте, Торонто. Позже он работал в инвестиционной фирме Highbridge Capital Management в должности аналитика по финансам. Также он был доцентом в Университете штата Нью-Йорк в Стоуни-Брук. На сегодняшний день Джереми Кан профессор математики в Брауновском университете.
В 2012 году Джереми Кан и Владимир Маркович были награждёны премией Математического института Клэя за исследование гиперболической геометрии, в частности за доказывание Гипотезы поверхностных подгрупп и гипотезы Эренпрейса.

## Награды
- Премия Математического института Клэя (2012)[6]

## Основные публикации
- with V. Markovic «Immersing almost geodesic surfaces in a closed huperbolic three manifold». Ann of Math. (2). 175 (3): 1127—1190. 2012. MR 2912704. dio: 10.4007/annals.2012.175.4
- with A. Aliva, M Lyudickh, and W Shen. «Combinatorial rigidity for unicritical polynomials». Ann of Math. (2). 170 (2):783—797. 2009. JSTOR 25662159. dio: 10.4007/annals.2009.170.783.